# LOVE is BEST Tour 2009 FINAL
『LOVE is BEST Tour 2009 FINAL』は、日本のシンガーソングライター、大塚愛のライブビデオ。

## 概要
- ベストアルバム『LOVE is BEST』とコンセプトリンクし、日本初のペアチケットツアー「LOVE is BEST Tour 2009」のファイナル公演の模様を収録。
- DVD・Blu-ray Discの2形態で発売。

## 収録内容
1. チケット
2. HEART
3. 甘い気持ちまるかじり
4. drop.
5. 恋愛写真 -春-
6. 本マグロ中トロ三〇〇円（緑色）
7. キミにカエル。
8. ふたつ星記念日 ～新婚日和～
9. ハニー
10. 君フェチ
11. One×Time
12. Is
13. H2O
14. Strawberry Jam
15. GIRLY
16. さくらんぼ
17. ポケット 〜Last Love Letter〜
18. 大好きだよ。
19. 甘えんぼ 〜Wedding〜
20. シヤチハタ
21. 東京ミッドナイト
22. pretty voice
23. 未来タクシー

## ツアー日程
| 公演数 | 開催日   | 会場                                 |
| 01     | 11月14日 | 三郷市文化会館                       |
| 02     | 11月18日 | 新潟県民会館                         |
| 03     | 11月21日 | 昭和女子大学人見記念講堂             |
| 04     | 11月22日 | 昭和女子大学人見記念講堂             |
| 05     | 11月28日 | ウェルシティ広島                     |
| 06     | 12月5日  | 仙台サンプラザホール                 |
| 07     | 12月7日  | 札幌市民ホール                       |
| 08     | 12月11日 | 福岡シンフォニーホール               |
| 09     | 12月19日 | 名古屋国際会議場・センチュリーホール |
| 10     | 12月20日 | 名古屋国際会議場・センチュリーホール |
| 11     | 12月23日 | グランキューブ大阪・メインホール     |
| 12     | 12月24日 | グランキューブ大阪・メインホール     |